# Maejakgwa
El maejakgwa o tareagwa es un tipo de hahngwa (golosina tradicional coreana) hecha de harina de trigo, aceite vegetal, canela, jugo de jengibre, jocheong y piñones. También se considera un tipo de yumilgwa. 